# København Hovedbanegård
København Hovedbanegård, běžně zkracováno na København H, česky Kodaň hlavní nádraží, je největší železniční stanice v Kodani, s průměrným počtem cestujících 90 000 denně.

## Historie
Původnímu hlavnímu nádraží předcházelo několik menších železničních stanic.
První železniční stanice postavená ze dřeva v roce 1847 sloužila západní železniční trati vedoucí z Kodaně do Roskilde. Ta byla později prodloužena z Roskilde do Korsør, provoz byl zahájen v roce 1856.
Plány na rozšíření železniční sítě v Dánsku poukazovaly na potřebu nové stanice. Tu navrhl H. J. Herholdt, otevřena byla v roce 1864. I ta se později ukázala jako malá.
Železniční stanice „Østbanegaarden“ („Východní nádraží“) dnes pojmenovaná dánsky Østerport Station, byla vybudována v letech 1896–1897. Navrhl ji architekt dánských státních drah DSB Heinrich Wenck. Původní staniční budova se dochovala do současnosti. Prošla rekonstrukcí v roce 1980 a mimo jiné slouží železnici dodnes.
Současné nádraží bylo slavnostně otevřeno dne 30. listopadu 1911, za přítomnosti korunního prince Kristiána X. a tehdejšího ministra dopravy Thomase C. Larsena. Rovněž jej navrhl architekt dánských státních drah – DSB Heinrich Wenck. Vznik nové železniční stanice byl velice obtížný. Heinrich Wenck v letech 1898–1902 připravil několik návrhů na novou staniční budovu, ale byl odmítnut. Přesto všechno je tato železniční stanice jednou z nejvíce unikátních v Evropě. Převažujícími stavebními materiály jsou cihla, břidlice a žula, bohaté na mnoho dekorativních detailů. Staniční základy jsou postaveny ze železobetonu. Počínaje rokem 1980 a následně v letech 2004–2008 prošlo nádraží rekonstrukcí.

## Železniční doprava
S-tog – všechny tratě příměstské železnice vedoucí přes kodaňské hlavní nádraží spojují oblasti hlavního města, jedinou výjimkou je linka F Ny Ellebjerg – Flintholm – Hellerup.
- A Solrød Strand – Hundige – København H – Farum
- B Høje Taastrup – København H – Holte
- C Frederikssund – Ballerup – København H – Klampenborg
- E Køge – København H – Hillerød
- F Ny Ellebjerg – Flintholm – Hellerup
- H Frederikssund – København H – Østerport – Farum
- Bx Høje Taastrup – Østerport

Kodaňské hlavní nádraží obsluhuje dálkové vnitrostátní i mezinárodní spoje dánských státních drah – DSB, jedoucí přes Velký Belt, dánsky Storebælt do Hamburku, Lübecku, Berlína, Amsterdamu, Frankfurtu, Mnichova, Basileje. Některé ze spojů jedoucí do Hamburku a Berlína naopak směřují do Rødby na ostrově Lolland. Odtud převážejí tyto osobní vlaky přes Fehmarnský průliv v Baltském moři železniční trajekty, směřující do Puttgarden na ostrově Fehmarn. Také obsluhuje spoje jedoucí přes Öresund druhý největší pevný most na světě, dánsky Øresundsbroen, švédsky Öresundsbron do Malmö, Göteborgu.

## Galerie

Síť kodaňského metra
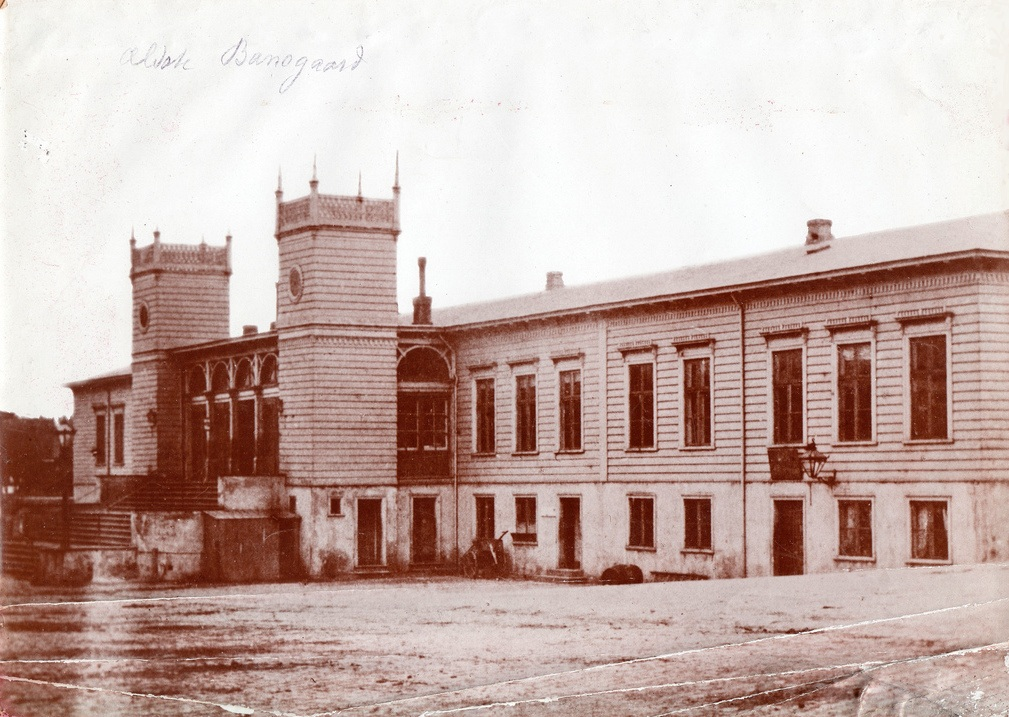
První železniční stanice, Foto: Christian Neuhaus 1864
Schéma příměstské železnice
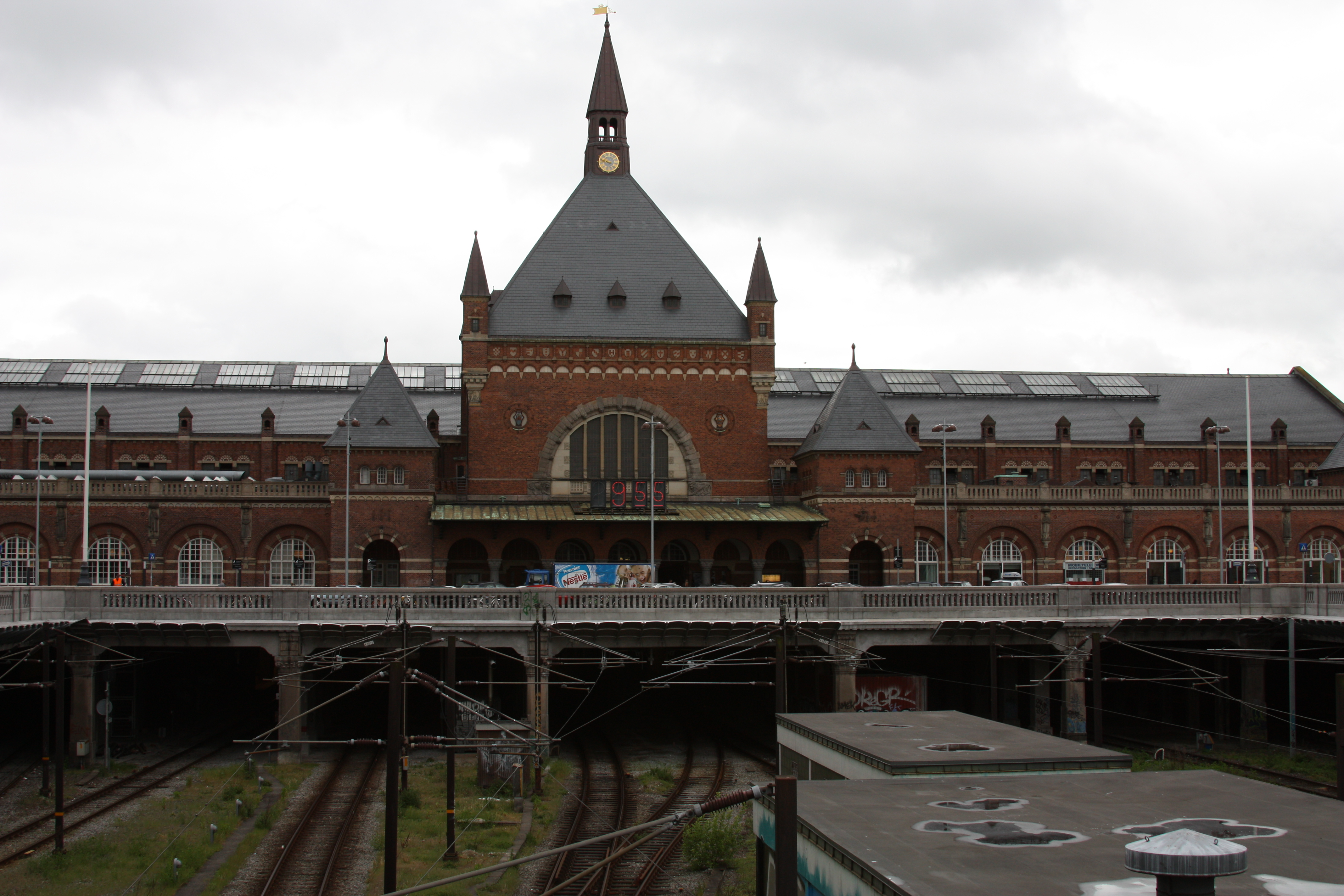
Staniční budova
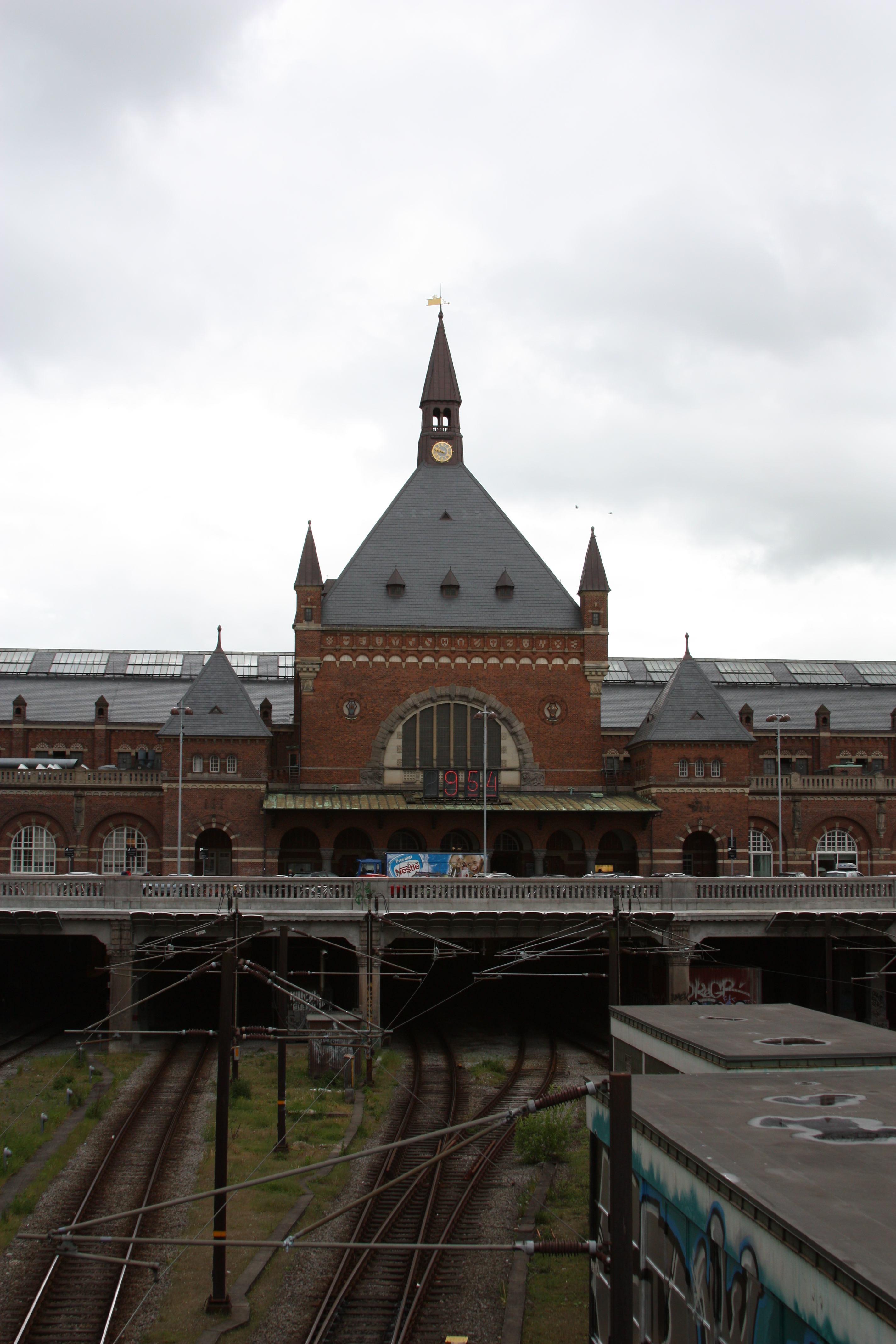
Staniční budova
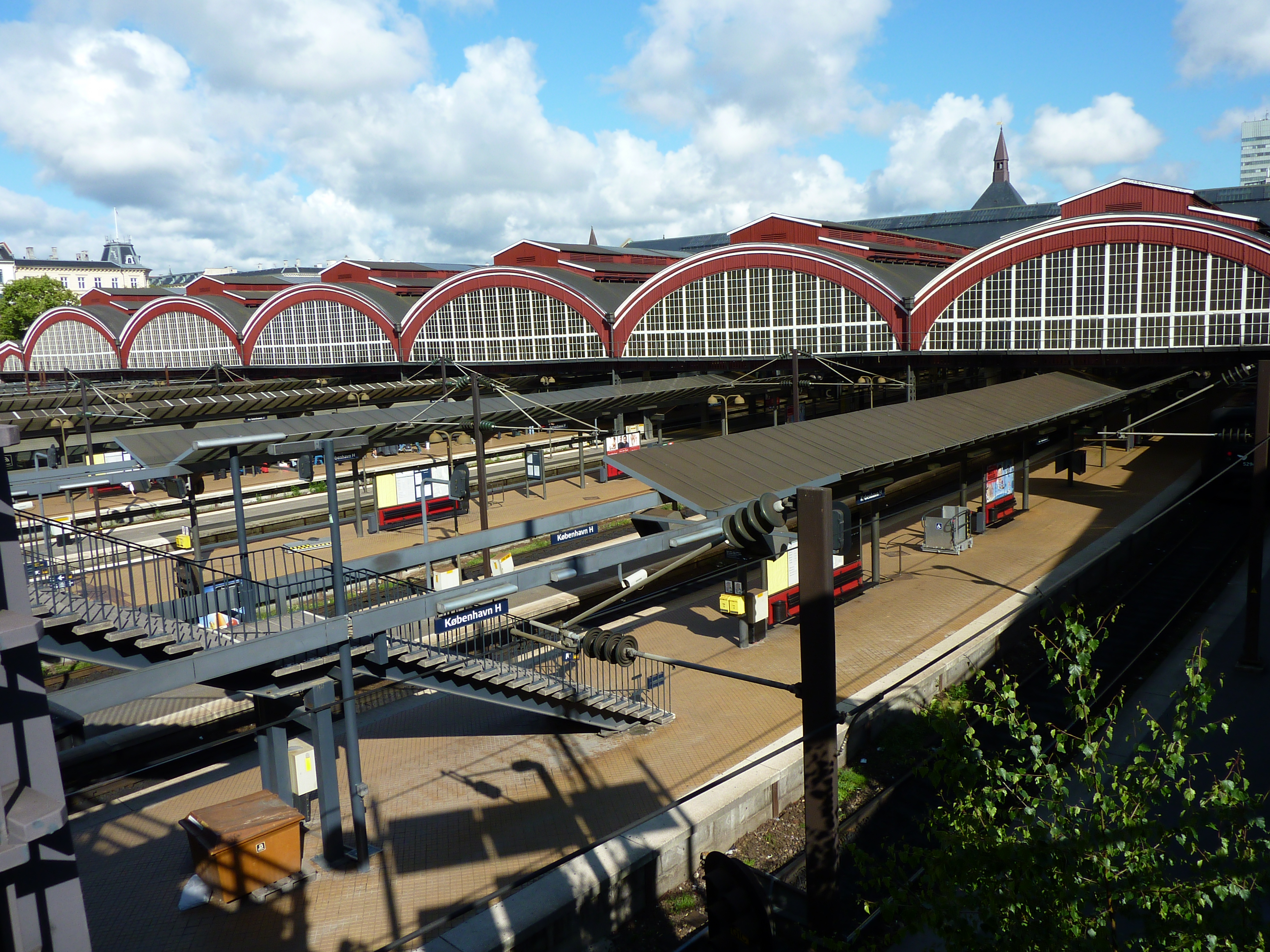
Nástupiště
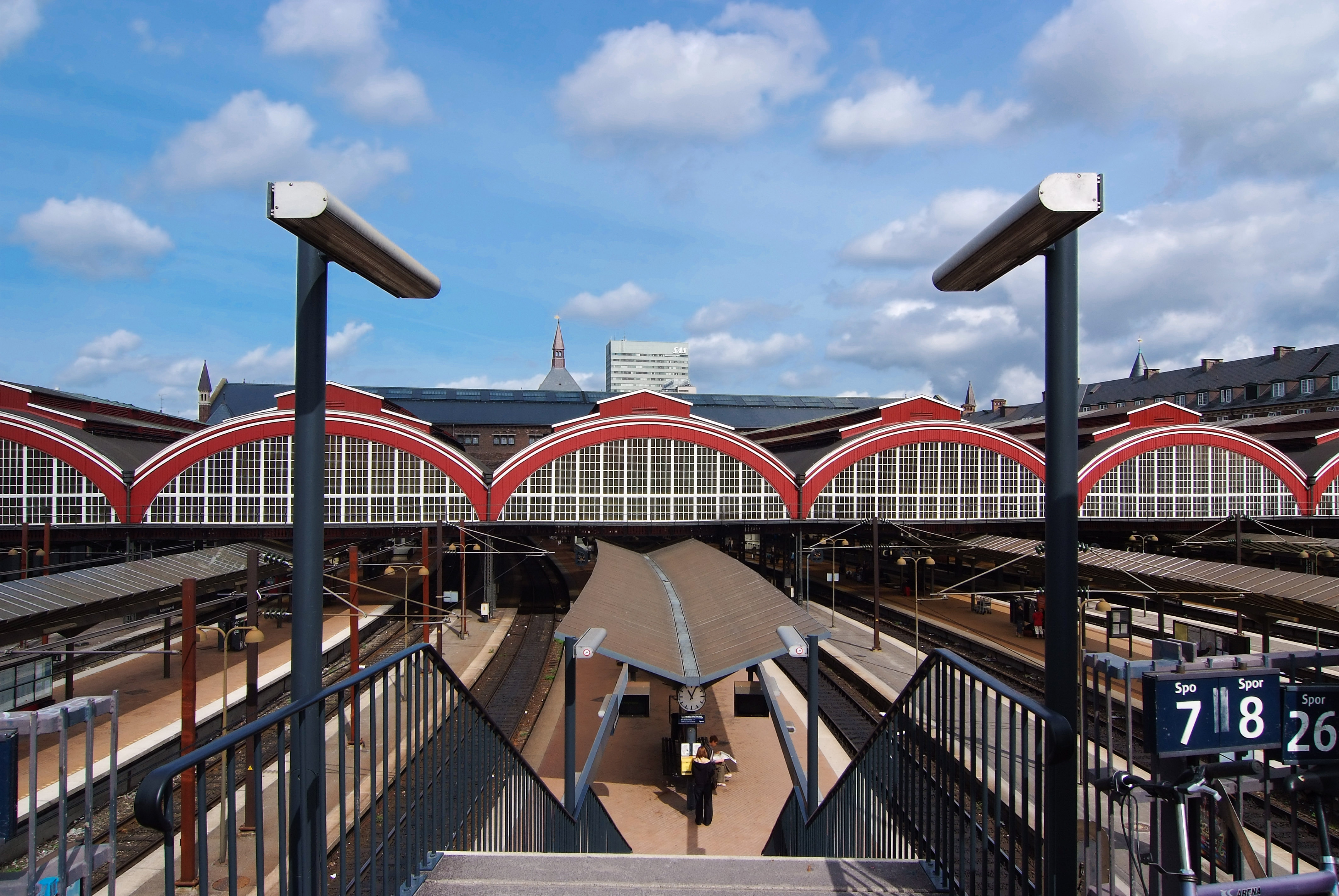
Nástupiště
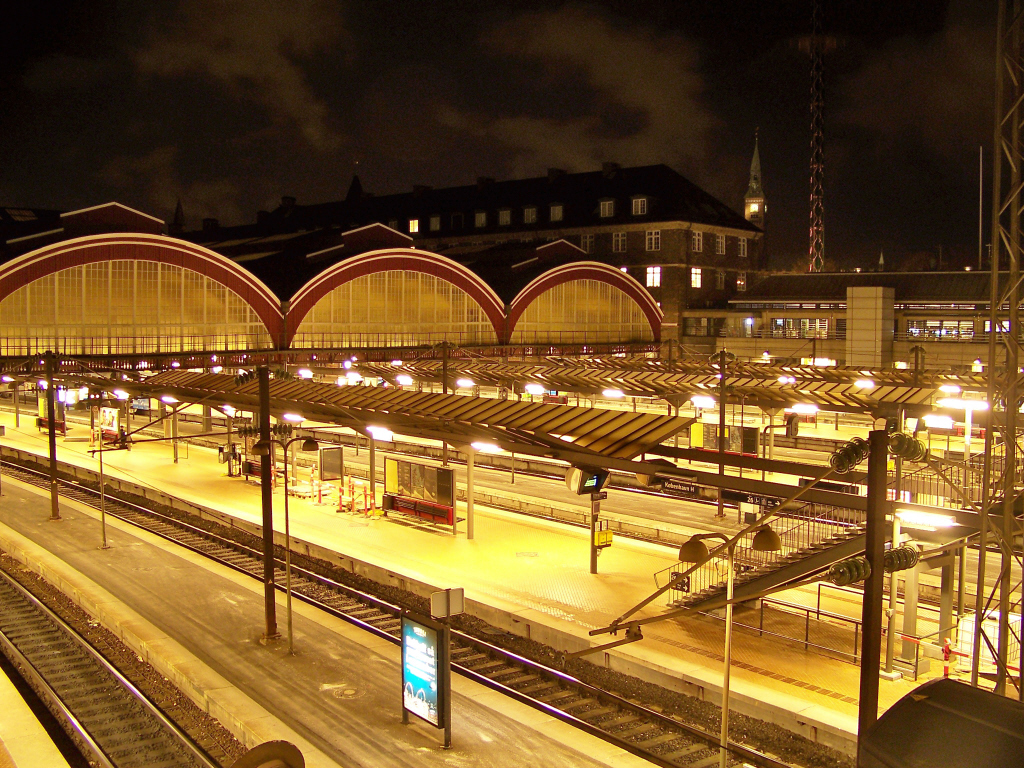
Nástupiště